# Maison forte de Mornay
Pour les articles homonymes, voir Mornay.
La Maison forte de Mornay ou Château de la Grand'Cour est un château situé sur la commune française de Mornay-Berry, à un kilomètre du bourg, dans le département du Cher, dans la région Centre-Val de Loire.

## Historique
Le fief de Mornay apparaît dans le cartulaire de l'abbaye Notre-Dame de Fontmorigny en 1151. Une construction est attestée pour la première fois au milieu du XIIe siècle.
La construction de la forteresse actuelle, se superposant à la précédente, remonte au milieu du XIIIe siècle. Sa situation géographique sur une ligne de démarcation entre le Nivernais et le Berry en faisait un élément clef de défense pendant la guerre de Cent Ans.
Au XVIIIe siècle, le logis est restauré et devient la maison d'un exploitant, qui avait installé sa tuilerie-briqueterie dans la basse-cour du château. Par la suite, une exploitation agricole prit sa place.
L'édifice est inscrit au titre des monuments historiques par arrêté du 30 juin 2009.

## Architecture
La forteresse se compose d'une plateforme quasi circulaire reposant sur une muraille entourée de douves en eaux de près de dix mètres de large. Une unique tour, en dessert l'accès, protégée par un assommoir et initialement par un pont basculant. C'est un rare exemple de forteresse coquille subsistant en France.
Avant qu'on lui ajoute un étage couvert à hourds, rendu accessible par un escalier à vis dans une tourelle adjacente, la tour d'entrée était surmontée de créneaux. Elle est agrémentée d'une cheminée monumentale, à l'étage.